# Tekija (Paraćin)
Tekija (em cirílico: Текија) é uma vila da Sérvia localizada no município de Paraćin, pertencente ao distrito de Pomoravlje, na região de Pomoravlje. A sua população era de 1257 habitantes segundo o censo de 2011.

## Demografia
| 1948 | 1953 | 1961 | 1971 | 1981 | 1991 | 2002 | 2011 |
| ---- | ---- | ---- | ---- | ---- | ---- | ---- | ---- |
| 316  | 415  | 436  | 542  | 960  | 1169 | 1251 | 1257 |